# Corte Constitucional de Tailandia

Sello de la Corte Constitucional de Tailandia.

La Corte Constitucional de Tailandia (en tailandés: ศาลรัฐธรรมนูญ) es un órgano judicial independiente de Tailandia, que se estableció en la Constitución de 1997 con jurisdicción sobre la constitucionalidad de las decisiones del Parlamento y demás actos de gobierno, los decretos reales y las leyes, así como es el tribunal que determina el cumplimiento de todos los términos de la Constitución para los poderes públicos y los particulares, incluida la validación del nombramiento y remoción de los funcionarios públicos y la adecuación de los partidos políticos al ordenamiento constitucional.
La Corte Constitucional fue disuelta con ocasión del golpe de Estado en Tailandia en 2006 y fue reemplazada por un Tribunal Constitucional, si bien con las mismas atribuciones y jurisdicción, todo ello dentro del marco de la Constitución interina de Tailandia aprobada  por la Asamblea ad hoc creada por el gobierno provisional que impedía, entre otras cosas, procesar a los militares golpistas.
Hasta el golpe de Estado, la constitución preveía un sistema de elección de los miembros, quince, de manera conjunta entre la judicatura (que elegía 7 miembros) y el Senado (que elegía 8). Después del golpe de Estado la Constitución interina reformó el sistema, fijando nueve miembros en vez de quince, todos ellos elegidos por la judicatura.